# 近无毛灰岩香茶菜
近无毛灰岩香茶菜（学名：Rabdosia calcicola var. subcalva）为唇形科香茶菜属下的一个变种。